# Beatles for Sale
Beatles for Sale (englisch Beatles zu verkaufen) ist das vierte Studioalbum der britischen Gruppe The Beatles. Es wurde im Dezember 1964 in Großbritannien veröffentlicht. In Deutschland erschien das Album bereits im November 1964, hier ist es einschließlich des Kompilationsalbums ihr sechstes Album. In den USA wurde eine abgewandelte Version des Albums unter dem Titel Beatles ’65 veröffentlicht. Das Album erreichte in zahlreichen Ländern die Spitze der Charts. Die britische Version von Beatles for Sale wurde in den USA im Juli 1987 als CD veröffentlicht.

## Entstehung

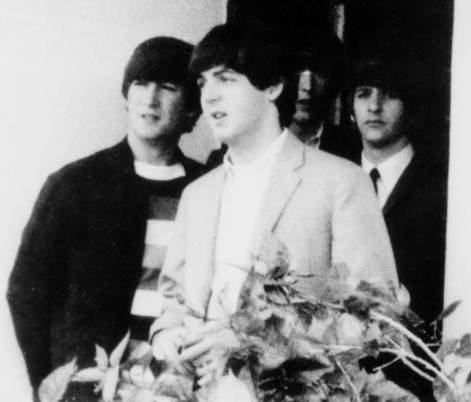
The Beatles, 1964

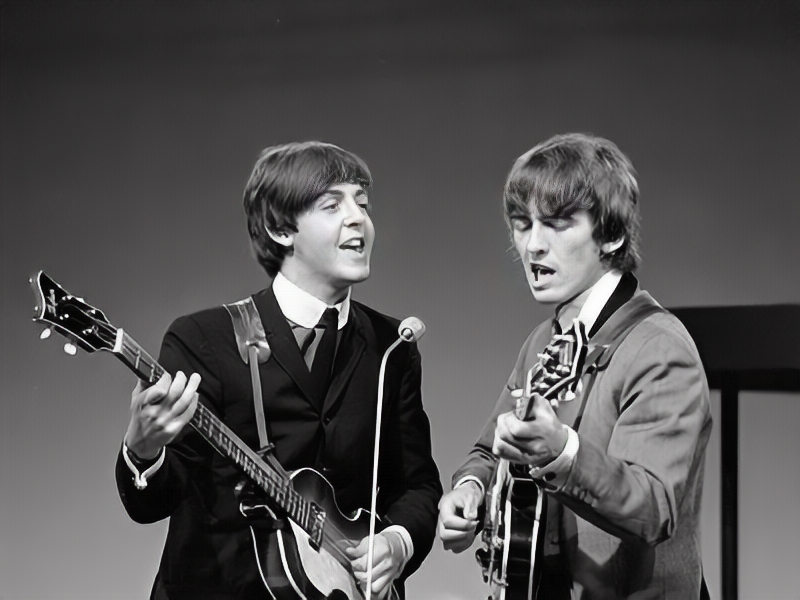
Paul McCartney und George Harrison, 1964

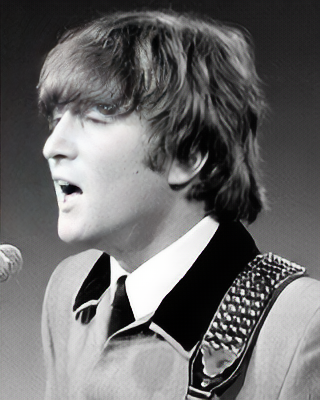
John Lennon, 1964

Beatles for Sale wurde zu der Zeit aufgenommen, als die Beatlemania ihren Höhepunkt erreichte. Die Beatles waren durch Tourneen sowie Fernseh- und Radioauftritte eingespannt und hatten deshalb nur wenig Zeit, ihr neues Album aufzunehmen. Durch den zeitaufwendigen Stress hatten die Beatles im Gegensatz zu ihrem Vorgängeralbum A Hard Day’s Night nicht genügend Lieder geschrieben, um ein ganzes Album füllen zu können. 
So griffen die Beatles bei Beatles for Sale auf sechs Coverversionen zurück, die sie schon bei Auftritten im Cavern Club in ihrem Repertoire hatten, damit sie diese neue LP, die für das Weihnachtsgeschäft geplant war, in relativ kurzer Zeit aufnehmen konnten. Dies hatte wiederum zur Folge, dass die Beatles zum Beispiel am 18. Oktober 1964 sechs Lieder aufnahmen und zwei weitere fertigstellten. Paul McCartney: „Für die Aufnahme Beatles for Sale brauchten wir nicht lange. Im Grunde war das unsere Bühnenshow mit einigen neuen Songs.“

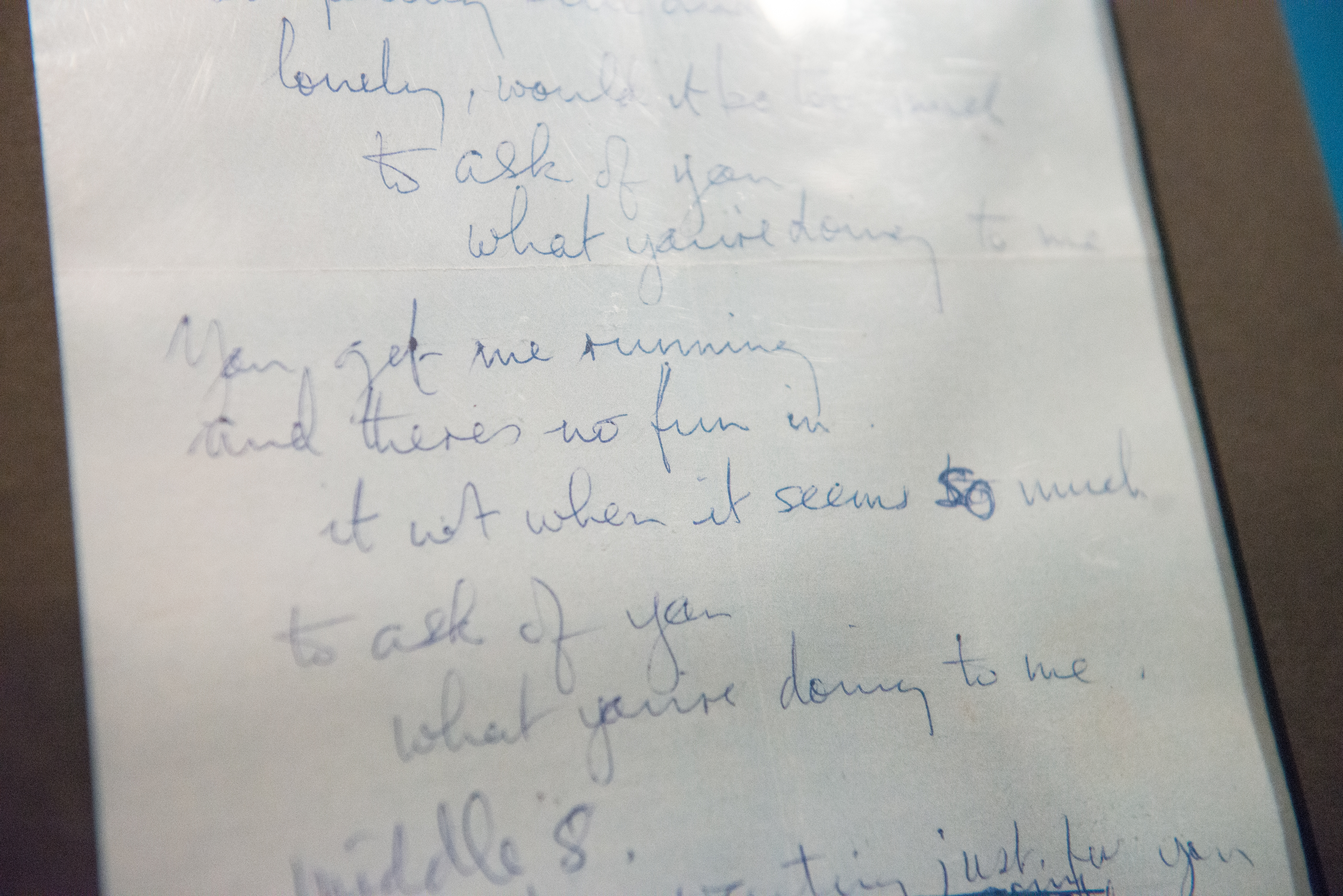
Handgeschriebener Text von What You’re Doing

Die Beatles entschieden sich bei den Fremdkompositionen für zwei Carl-Perkins-Titel: Honey Don’t und Everybody’s Trying to Be My Baby, ein Lied von Buddy Holly: Words of Love, eines von Chuck Berry: Rock and Roll Music, das Medley Kansas City / Hey Hey Hey Hey, von Leiber/Stoller und Richard Penniman komponiert, sowie für Mr. Moonlight von Roy Lee Johnson. Die Aufnahme Leave My Kitten Alone, komponiert von Little Willie John, Titus Turner und James McDougal, wurde nicht für das Album verwendet und erschien erst im November 1995 auf dem Album Anthology 1.
Beatles for Sale markierte das Ende der ersten Phase der künstlerischen Entwicklung der Beatles. Auffällig ist die Vielzahl an Eigenkompositionen, die textlich in etwas düsterer Stimmung gehalten sind wie No Reply, I Don’t Want to Spoil the Party und insbesondere I’m a Loser; hierbei ist Bob Dylans Einfluss auf John Lennon erkennbar. John Lennon über Bob Dylan: „Als ich Dylan kennenlernte, war ich völlig sprachlos. […] Anstatt mich in eine Situation hineinzuversetzen, versuchte ich meine persönlichen Gefühle auszudrücken, was ich in meinen Büchern getan habe. Ich glaube, dabei hat mir Dylan viel geholfen – nicht mit Diskussionen oder Ähnlichem, sondern indem ich mir seine Stücke anhörte.“
In vorgehender Tradition gehalten sind hingegen Stücke wie Every Little Thing und Eight Days a Week, das in den USA als siebte Single der Beatles die Nummer-eins-Position erreichte. Das optimistische I’ll Follow the Sun ist eine ältere Komposition, die Paul McCartney mit 16 Jahren komponierte. Baby’s in Black wurde bis einschließlich 1966 auf Beatles-Konzerten gespielt.
Am 26. Oktober 1964 wurden die letzten Aufnahmen getätigt, die Monoabmischungen erfolgten am 21., 22., 26. und 27. Oktober, die Stereoabmischungen am 27. Oktober und 4. November 1964. Das Album Beatles for Sale stieg am 9. Dezember 1964 in die britischen Charts auf Platz eins ein, wo es neun Wochen verblieb. Für das Album lagen in Großbritannien über 750.000 Vorbestellungen vor. Es war das vierte Nummer-eins-Album der Beatles in Großbritannien. Beatles for Sale verdrängte das Vorgängeralbum A Hard Day’s Night von der Nummer-eins-Position. In Deutschland war es das dritte Album der Beatles, das Platz eins der Hitparade erreichte. 
Während in Großbritannien keine Singleauskopplungen aus dem Album Beatles for Sale vorgenommen wurden, entschied sich die deutsche Schallplattenfirma Odeon, die drei Singles No Reply / Eight Days a Week, Rock and Roll Music / I’m a Loser und Kansas City / Hey Hey Hey Hey / I Don’t Want to Spoil the Party auszukoppeln. Die britische Version von Beatles for Sale wurde in den USA am 21. Juli 1987 veröffentlicht, im Juli 2014 wurde das Album in den USA mit Platin für eine Million verkaufte Einheiten ausgezeichnet.
Eine Woche vor der Veröffentlichung des Albums, am 27. November 1964, erschien in Großbritannien die Single I Feel Fine / She’s a Woman, die der sechste Nummer-eins-Hit wurde. Die beiden Lieder der Single wurden ebenfalls während der Aufnahmesessions zu Beatles for Sale fertiggestellt. Das Album wurde in einer Mono- und in einer Stereoversion veröffentlicht. In Deutschland wurde das Album ausschließlich in der Stereoabmischung vertrieben.
Bei der Monoversion des Albums wird das Lied Words of Love zehn Sekunden später ausgeblendet. Die Monoversion des Albums beinhaltet auch andere Abmischungen der Lieder I’m a Loser, I Don’t Want to Spoil the Party (andere Abmischung der Gitarre), I’ll Follow the Sun (Verwendung von weniger Hall) und What You’re Doing (kein Händeklatschen am Anfang). Weitere – nicht verwendete – Aufnahmeversionen der Lieder Mr. Moonlight, No Reply, Eight Days a Week und Kansas City / Hey-Hey-Hey-Hey! befinden sich auf dem Album Anthology 1.

## Covergestaltung
Die Coverfotos stammen von Robert Freeman. Sie zeigen die vier Beatles am 24. Oktober 1964 im Hyde Park, London. In Großbritannien wurde das Album mit einem Klappcover vertrieben, auf dessen Innenseite ein Foto eines Liveauftritts der Beatles sowie eine Fotocollage mit den Beatles und ein Text von Derek Taylor abgedruckt sind.
In Deutschland wurde das Album in einem einfachen Cover vertrieben, auf dessen Rückseite neben dem Text des Pressesprechers der Beatles, Derek Taylor, ein weiteres Bild abgedruckt wurde, das nicht für die britische Ausgabe Verwendung fand.
Paul McCartney sagte zum Cover: „Das Cover des Albums war ganz schön. Die Fotos hatte Robert Freeman gemacht. Es ging ganz schnell. Wir hatten eine Sitzung von ein paar Stunden und gleich ein paar vernünftige und brauchbare Fotos. Wir machten sie im Hyde Park am Albert Memorial. ‚Kommt einfach so, wie ihr seid‘, war der Standardsatz der Fotografen, wie wir sowieso meistens alle gleich angezogen waren – schwarze Jacke, weißes Hemd, dicke schwarze Schals.“

## Titelliste
Seite 1
| Nr. | Lied                                       | Autor                                 | Leadgesang           | Länge Stereoversion | Länge Monoversion |
| --- | ------------------------------------------ | ------------------------------------- | -------------------- | ------------------- | ----------------- |
| 01  | No Reply                                   | Lennon/McCartney                      | Lennon               | 2:16                | 2:21              |
| 02  | I’m a Loser                                | Lennon/McCartney                      | Lennon               | 2:30                | 2:38              |
| 03  | Baby’s in Black                            | Lennon/McCartney                      | Lennon und McCartney | 2:05                | 2:12              |
| 04  | Rock and Roll Music                        | Chuck Berry                           | Lennon               | 2:31                | 2:38              |
| 05  | I’ll Follow the Sun                        | Lennon/McCartney                      | McCartney            | 1:49                | 1:55              |
| 06  | Mr. Moonlight                              | Roy Lee Johnson                       | Lennon               | 2:39                | 2:41              |
| 07  | Medley: a) Kansas City, b) Hey Hey Hey Hey | a) Leiber/Stoller b) Richard Penniman | McCartney            | 2:38                | 2:38              |

Seite 2
| Nr. | Lied                             | Autor            | Leadgesang           | Länge Stereoversion | Länge Monoversion |
| --- | -------------------------------- | ---------------- | -------------------- | ------------------- | ----------------- |
| 01  | Eight Days a Week                | Lennon/McCartney | Lennon und McCartney | 2:44                | 2:50              |
| 02  | Words of Love                    | Buddy Holly      | Lennon und McCartney | 2:04                | 2:19              |
| 03  | Honey Don’t                      | Carl Perkins     | Starr                | 2:57                | 3:04              |
| 04  | Every Little Thing               | Lennon/McCartney | Lennon und McCartney | 2:04                | 2:08              |
| 05  | I Don’t Want to Spoil the Party  | Lennon/McCartney | Lennon und McCartney | 2:34                | 2:40              |
| 06  | What You’re Doing                | Lennon/McCartney | McCartney            | 2:30                | 2:38              |
| 07  | Everybody’s Trying to Be My Baby | Carl Perkins     | Harrison             | 2:28                | 2:27              |

Die Längen der Lieder basieren jeweils auf den 2009er CD-Versionen.

## Wiederveröffentlichungen
- Am 26. Februar 1987 erfolgte die Erstveröffentlichung des Albums Beatles for Sale als CD in Europa (USA: 21. Juli 1987), ausschließlich in einer Monoabmischung. Das Mastering wurde neben George Martin vom Toningenieur der Abbey Road Studios, Mike Jarrett, überwacht. Der CD liegt ein achtseitiges bebildertes Begleitheft bei, das den originären Covertext von Derek Taylor beinhaltet.
- Am 9. September 2009 erschien das Album remastert in einer Stereoabmischung als CD und als Teil des The Beatles Stereo Box Sets. Die remasterte Monoversion wurde als Teil der Box The Beatles in Mono, ebenfalls seit dem 9. September 2009, erhältlich. Die Stereoversion der im Jahr 2009 wiederveröffentlichten CD wurde von Guy Massey und Steve Rooke und die Monoversion von Paul Hicks, Sean Magee und Guy Massey remastert. Während die Mono-CD der originalen LP-Version in der Covergestaltung nachempfunden wurde, wurde das aufklappbare CD-Pappcover der Stereoversion von Drew Lorimer neu gestaltet. Weiterhin beinhaltet die Stereo-CD ein 20-seitiges Begleitheft, das neben Fotos von den Beatles, den originären Covertext von Derek Taylor aus dem Jahr 1964, Informationen zum Album von Kevin Howlett und Mike Heatley sowie Informationen zu den Aufnahmen von Allan Rouse und Kevin Howlett enthält. Die CD beinhaltet eine Dokumentation im QuickTime-Format, bestehend aus Videoausschnitten sowie modifizierten Bildern zu den Studiosessions; untermalt durch angespielte Musiktitel, Outtakes oder Studiogespräche des Albums.
- Die remasterte Stereo-Vinyl-Langspielplatte wurde im November 2012 mit dem The Beatles Remastered Vinyl Box Set, die remasterte Mono-Vinyl-Langspielplatte im September 2014 mit der Box The Beatles In Mono veröffentlicht.
- Die Erstveröffentlichung im Download-Format erfolgte am 16. November 2010 bei iTunes, ab dem 24. Dezember 2015 war das Album auch bei anderen Anbietern und bei Streaming-Diensten verfügbar.[10][11]

## Aufnahmedaten
Die Aufnahmen für das Album fanden zwischen dem 11. August und 26. Oktober 1964 ausschließlich in den Abbey Road Studios (Studio 2) unter der Produktionsleitung von George Martin statt. Toningenieur der Aufnahmen war Norman Smith, seine Assistenten waren Ron Pender, Ken Scott, Mike Stone, A. B. Lincoln und Geoff Emerick.
George Martin spielte bei dem Liedern What You’re Doing, No Reply, Kansas City/ Hey Hey Hey Hey und Rock and Roll Music Klavier.
| Nr. | Lied                             | Aufnahmedaten                      | Besetzung / Gastmusiker | Tonträger (europäische Erstveröffentlichung) |
| --- | -------------------------------- | ---------------------------------- | --- | -------------------------------------------- |
| 01  | Baby’s in Black                  | 11. Aug. 1964                      | - John Lennon: Akustikgitarre, Gesang - Paul McCartney: Bass, Gesang - George Harrison: Leadgitarre - Ringo Starr: Schlagzeug | Beatles for Sale                             |
| 02  | I’m a Loser                      | 14. Aug. 1964                      | - John Lennon: Akustikgitarre, Mundharmonika, Gesang - Paul McCartney: Bass, Hintergrundgesang - George Harrison: Leadgitarre - Ringo Starr: Schlagzeug, Tamburin                                                                    | Beatles for Sale                             |
| 03  | Mr. Moonlight                    | 14. Aug. 1964, 18. Okt. 1964       | - John Lennon: Akustikgitarre, Mundharmonika, Tamburin, Gesang - Paul McCartney: Bass, Hammondorgel, Hintergrundgesang - George Harrison: Leadgitarre, Afrikanische Trommel, Hintergrundgesang - Ringo Starr: Perkussion             | Beatles for Sale                             |
| 04  | Leave My Kitten Alone            | 14. Aug. 1964                      | - John Lennon: Gesang - Paul McCartney: Bass, Klavier - George Harrison: Leadgitarre - Ringo Starr: Schlagzeug, Tamburin | Anthology 1                                  |
| 05  | Every Little Thing               | 29. + 30. Sep. 1964                | - John Lennon: Akustikgitarre, Gesang - Paul McCartney: Bass, Klavier, Hintergrundgesang - George Harrison: Leadgitarre - Ringo Starr: Schlagzeug, Pauke                                                                             | Beatles for Sale                             |
| 06  | I Don’t Want to Spoil the Party  | 29. Sep. 1964                      | - John Lennon: Akustikgitarre, Gesang - Paul McCartney: Bass, Hintergrundgesang - George Harrison: Leadgitarre, Gesang - Ringo Starr: Schlagzeug, Tamburin                                                                           | Beatles for Sale                             |
| 07  | What You’re Doing                | 29. + 30. Sep. 1964, 26. Okt. 1964 | - John Lennon: Akustikgitarre, Hintergrundgesang - Paul McCartney: Bass, Gesang - George Harrison: Leadgitarre, Hintergrundgesang - Ringo Starr: Schlagzeug - George Martin: Klavier                                                 | Beatles for Sale                             |
| 08  | No Reply                         | 30. Sep. 1964                      | - John Lennon: Akustikgitarre, Gesang, Händeklatschen - Paul McCartney: Bass, Hintergrundgesang, Händeklatschen - George Harrison: Akustikgitarre, Händeklatschen - Ringo Starr: Schlagzeug, Händeklatschen - George Martin: Klavier | Beatles for Sale                             |
| 09  | Eight Days a Week                | 06. + 18. Okt. 1964                | - John Lennon: Akustikgitarre, Gesang, Händeklatschen - Paul McCartney: Bass, Gesang, Händeklatschen - George Harrison: Leadgitarre, Gesang, Händeklatschen - Ringo Starr: Schlagzeug, Händeklatschen                                | Beatles for Sale                             |
| 10  | She’s a Woman                    | 08. Okt. 1964                      | - John Lennon: Rhythmusgitarre - Paul McCartney: Bass, Klavier, Gesang - George Harrison: Leadgitarre - Ringo Starr: Schlagzeug, Chocalho                                                                                            | Single-B-Seite von I Feel Fine               |
| 11  | Kansas City / Hey Hey Hey Hey    | 18. Okt. 1964                      | - John Lennon: Rhythmusgitarre, Hintergrundgesang - Paul McCartney: Bass, Gesang - George Harrison: Leadgitarre, Hintergrundgesang - Ringo Starr: Schlagzeug - George Martin: Klavier                                                | Beatles for Sale                             |
| 12  | I Feel Fine                      | 18. Okt. 1964                      | - John Lennon: Rhythmusgitarre, Gesang - Paul McCartney: Bass, Hintergrundgesang - George Harrison: Leadgitarre, Hintergrundgesang - Ringo Starr: Schlagzeug                                                                         | Single-A-Seite                               |
| 13  | I’ll Follow the Sun              | 18. Okt. 1964                      | - John Lennon: Akustikgitarre, Hintergrundgesang - Paul McCartney: Akustische Gitarre, Gesang - George Harrison: Leadgitarre - Ringo Starr: Perkussion                                                                               | Beatles for Sale                             |
| 14  | Everybody’s Trying to Be My Baby | 18. Okt. 1964                      | - John Lennon: Akustikgitarre, Tamburin - Paul McCartney: Bass - George Harrison: Leadgitarre, Gesang - Ringo Starr: Schlagzeug | Beatles for Sale                             |
| 15  | Rock and Roll Music              | 18. Okt. 1964                      | - John Lennon: Rhythmusgitarre, Gesang - Paul McCartney: Bass - George Harrison: Akustikgitarre - Ringo Starr: Schlagzeug - George Martin: Klavier                                                                                   | Beatles for Sale                             |
| 16  | Words of Love                    | 18. Okt. 1964                      | - John Lennon: Rhythmusgitarre, Gesang - Paul McCartney: Bass, Gesang - George Harrison: Leadgitarre - Ringo Starr: Schlagzeug | Beatles for Sale                             |
| 17  | Honey Don’t                      | 26. Okt. 1964                      | - John Lennon: Akustikgitarre - Paul McCartney: Bass - George Harrison: Leadgitarre - Ringo Starr: Schlagzeug, Gesang | Beatles for Sale                             |
| 18  | Another Beatles Christmas Record | 26. Okt. 1964                      | - John Lennon: Sprache - Paul McCartney: Sprache - George Harrison: Sprache - Ringo Starr: Sprache | Flexi-Disk für Beatles-Fanclub-Mitglieder    |

## Chartplatzierungen des Albums
| Album                                            | Album            | Datum der Veröffentlichung | Datum der Veröffentlichung | Datum der Veröffentlichung | Beste Charts-Platzierung | Beste Charts-Platzierung | Beste Charts-Platzierung | Label Katalognr.                             | Label Katalognr.      | Label Katalognr.          |
| Typ                                              | Titel            | GB                         | US                         | DE                         | GB                       | US                       | DE                       | GB                                           | US                    | DE                        |
| ------------------------------------------------ | ---------------- | -------------------------- | -------------------------- | -------------------------- | ------------------------ | ------------------------ | ------------------------ | -------------------------------------------- | --------------------- | ------------------------- |
| Studioalbum                                      | Beatles for Sale | 4. Dez. 1964               | –                          | 13. Nov. 1964              | 1                        | n.v.                     | 1                        | Parlophone PMC 1240 (Mono) PCS 3062 (Stereo) | –                     | Odeon SMO 83 790 (Stereo) |
| Studioalbum CD-Erstveröffentlichung              | Beatles for Sale | 26. Feb. 1987              | 21. Juli 1987              | Feb. 1987                  | 45                       | –                        | –                        | Parlophone CDP 7 46438 2                     | Capitol CDP 7 46438 2 | EMI CDP 7 46438 2         |
| Studioalbum Remasterte CD-Wiederveröffentlichung | Beatles for Sale | 9. Sep. 2009               | 9. Sep. 2009               | 9. Sep. 2009               | 56                       | –                        | –                        | Apple/EMI 3824142                            | Apple/Capitol 3824142 | Apple/EMI 3824142         |

## Abweichende Veröffentlichungen in anderen Ländern
- In Frankreich wurde das Album unter dem Titel Les Beatles 1965 mit eigenständiger Covergestaltung im Dezember 1964 in Mono veröffentlicht.[12]
- In Australien wurde das Album mit eigenständiger Covergestaltung im Februar 1965 in Mono und Stereo veröffentlicht.[13]
- In Brasilien wurde das Album unter dem Titel The Beatles 65 mit eigenständiger Covergestaltung im Januar 1965 in Mono und Stereo veröffentlicht. Es fehlen die Lieder Baby’s in Black und Every Little Thing.[14]
- In Kolumbien wurde das Album unter dem Titel Vol. 5 mit eigenständiger Covergestaltung im Januar 1965 in Mono und Stereo veröffentlicht. Es fehlen die Lieder Everybody’s Trying to Be My Baby und das Medley Kansas City / Hey Hey Hey Hey.[15]
- In Mexiko wurde das Album ebenfalls unter dem Titel Vol. 5 Anfang 1965 in Mono auf dem Musart-Label veröffentlicht. Eine Wiederveröffentlichung erfolgte im Sommer 1966 von Capitol Records[16]
- In Japan wurde das Album im März 1965 in Stereo veröffentlicht. Die Schallplatte wurde auch auf rotem Vinyl gepresst.[17]

## Auskopplungen

### Singles
| Single                                                        | Datum der Veröffentlichung | Datum der Veröffentlichung | Datum der Veröffentlichung | Beste Charts-Platzierung | Beste Charts-Platzierung | Beste Charts-Platzierung | Label Katalognr. | Label Katalognr. | Label Katalognr. |
| A-Seite / B-Seite                                             | GB                         | US                         | DE                         | GB                       | US                       | DE                       | GB               | US               | DE               |
| ------------------------------------------------------------- | -------------------------- | -------------------------- | -------------------------- | ------------------------ | ------------------------ | ------------------------ | ---------------- | ---------------- | ---------------- |
| No Reply / Eight Days a Week                                  | –                          | –                          | 10. Feb. 1965              | n.v.                     | n.v.                     | 05 S4                    | –                | –                | Odeon O 22 893   |
| Rock and Roll Music / I’m a Loser                             | –                          | –                          | 22. Feb. 1965              | n.v.                     | n.v.                     | 02                       | –                | –                | Odeon O 22 915   |
| Kansas City/Hey Hey Hey Hey / I Don’t Want to Spoil the Party | –                          | –                          | 8. Juni 1965               | n.v.                     | n.v.                     | 18                       | –                | –                | Odeon O 22 999   |

### Extended Plays (EPs)
| EP                       | EP                                                                                    | Datum der Veröffentlichung | Datum der Veröffentlichung | Datum der Veröffentlichung | Beste Charts-Platzierung | Beste Charts-Platzierung | Beste Charts-Platzierung | Label Katalognr.   | Label Katalognr. | Label Katalognr. |
| Titel                    | Lieder A-Seite / B-Seite                                                              | GB                         | US                         | DE                         | GB                       | US                       | DE                       | GB                 | US               | DE               |
| ------------------------ | ------------------------------------------------------------------------------------- | -------------------------- | -------------------------- | -------------------------- | ------------------------ | ------------------------ | ------------------------ | ------------------ | ---------------- | ---------------- |
| The Beatles’ Music       | No Reply; I’m a Loser / Rock and Roll Music; Eight Days a Week                        | –                          | –                          | März 1965                  | n.v.                     | n.v.                     | –                        | –                  | –                | Odeon 41668      |
| Beatles for Sale         | No Reply; I’m a Loser / Rock and Roll Music; Eight Days a Week                        | 6. Apr. 1965               | –                          | –                          | –                        | n.v.                     | n.v.                     | Parlophone GEP8931 | –                | –                |
| Beatles for Sale (No. 2) | I’ll Follow the Sun; Baby’s in Black / Words of Love; I Don’t Want to Spoil the Party | 4. Juni 1965               | –                          | –                          | –                        | n.v.                     | n.v.                     | Parlophone GEP8938 | –                | –                |

## Verkaufszahlen und Auszeichnungen
| Land/Region                  | Auszeichnungen für Musikverkäufe (Land/Region, Auszeichnung, Verkäufe) | Verkäufe                                            |
| ---------------------------- | ---------------------------------------------------------------------- | --------------------------------------------------- |
| Argentinien (CAPIF)          | Platin                                                                 | 60.000                                              |
| Australien (ARIA)            | Gold                                                                   | 35.000                                              |
| Kanada (MC)                  | Gold                                                                   | 50.000                                              |
| Neuseeland (RMNZ)            | Platin                                                                 | 15.000                                              |
| Vereinigte Staaten (RIAA)    | Platin (1987er Version)                                                | 750.000 (1964er Version) 1.000.000 (1987er Version) |
| Vereinigtes Königreich (BPI) | Gold (2009er Version)                                                  | 750.000 (1964er Version) 100.000 (2009er Version)   |
| Insgesamt                    | 3× Gold · 3× Platin ·                                                  | 2.760.000                                           |